# 巴哈马的农业与渔业
巴哈马是食品净进口国，该国90%食品供应来自进口，其中80%进口自美国。

## 发展挑战
巴哈马全国土地面积中只有约0.8%是可耕地，约140平方公里。 大多数可耕地位于新普罗维登斯、阿巴科群岛、安德罗斯岛和大巴哈马群岛。巴哈马农业面临的挑战包括用于灌溉的淡水资源有限、群岛间货物运输困难、缺少劳动力、国家领土面积小（这使其容易受到经济冲击）以及农业化学品污染风险。  由于密集的恶劣天气和海洋温度上升的负面影响，气候变化也是另一个关键的农业和渔业发展挑战。

## 现状
农业和渔业只占巴哈马经济的一小部分，其占主导地位的是旅游业（80%）和金融服务业(15%）；截至2015年，农业占国内生产总值的0.7%。(GDP)，农业和渔业合计占GDP的1.6%。  自20世纪70年代以来，许多海地人移民到巴哈马，做农业工人或其他职业；海地移民往往很穷，在巴哈马受到歧视和侮辱。 而在2019年飓风多利安之后，有超过一千移民被驱逐出境。 

### 农业
1953年，巴哈马全部人口中有10.55%和3.05%的人口分别从事农业和渔业。 截至2018年，农业约占总就业人口的3%，与巴巴多斯相当，但低于其他加勒比国家，如圣文森特和格林纳丁斯和牙买加。

### 渔业
在巴哈马经济的农业出口之中，90%以上是鱼类和甲壳类动物，其主要出口到欧盟、美国和加拿大。 渔业市场占主导地位的和主要出口的是加勒比海刺龙虾 。而这也是巴哈马唯一的且大规模的渔业生产了。2010年至2015年，此占该国渔业出口总量的90%，2004年占其上岸量的55%。2009年，龙虾捕捞为该国提供了约9,300个工作岗位； 2016年提供了约9,000个全职和兼职工作。 加勒比海刺龙虾的捕捞获利大，1995年到2015年，占巴哈马渔业上岸总价值的80-90%。  对于巴哈马，美国为进口加勒比海刺龙虾的第二大进口国（占总量的13%），仅次于巴西。 